# IP-Menge
In  der Mathematik bezeichnet der Begriff IP-Menge eine Menge natürlicher Zahlen, die alle endlichen Summen einer unendlichen Menge von natürlichen Zahlen enthält. Die Bezeichnung IP-Menge (IP-set) geht auf Hillel Fürstenberg und Barak Weiss zurück; IP steht dabei für „Infinite-dimensional Parallelepiped“.

## Definition
Die endlichen Summen einer Menge {\displaystyle D} von natürlichen Zahlen sind die Zahlen, die sich als Summe der Elemente einer nichtleeren endlichen
Teilmenge von {\displaystyle D} darstellen lassen.
Die Menge aller endlichen Summen von {\displaystyle D} wird auch als {\displaystyle FS(D)} bezeichnet; dabei steht FS für Finite Sums.
Eine Menge {\displaystyle A} von natürlichen Zahlen ist eine IP-Menge, falls eine unendliche Menge {\displaystyle D} existiert, so dass {\displaystyle FS(D)} in {\displaystyle A} enthalten ist.
Manchmal wird auch eine leicht abweichende Definition verwendet: man verlangt dann, dass sogar {\displaystyle A=FS(D)} für ein passendes {\displaystyle D} ist.

## Der Satz von Hindman
Der Satz von Hindman, oder auch das Finite Sums Theorem, lautet wie folgt:
Ist {\displaystyle S\,} eine IP-Menge und {\displaystyle S=C_{1}\cup C_{2}\cup ...\cup C_{n}}, so ist wenigstens eine der Mengen  {\displaystyle C_{i}\,} eine IP-Menge.
Da die Menge der natürlichen Zahlen selbst auch eine IP-Menge ist und man Partitionen auch als Färbungen auffassen kann, lässt sich folgender Spezialfall des Satzes von Hindman formulieren:
Sind die natürlichen Zahlen mit {\displaystyle n} Farben gefärbt, so gibt es für mindestens eine Farbe {\displaystyle c} eine unendliche Menge {\displaystyle D}, so dass alle Elemente von {\displaystyle D} und sogar alle endlichen Summen von {\displaystyle D} die Farbe {\displaystyle c} haben.

## Halbgruppen
Die IP-Eigenschaft kann man nicht nur für die natürlichen Zahlen, die mit der Addition eine Halbgruppe bilden, definieren, sondern auch
ganz allgemein für Halbgruppen und partielle Halbgruppen.